# Томина
Томина је насељено мјесто у саставу општине Сански Мост, Федерација Босне и Херцеговине, БиХ.

## Историја
Православна црква у Томини изграђена је од дрвета 1887.

## Становништво
| Националност       | 2013.        | 1991.        | 1981.        | 1971.        |
| Муслимани          | 999 (90,24%) | 708 (46,79%) | 758 (48,58%) | 653 (44,94%) |
| Срби               | 105 (9,49%)  | 715 (47,25%) | 725 (46,47%) | 791 (54,43%) |
| Хрвати             | 0            | 3 (0,19%)    | 4 (0,25%)    | 4 (0,27%)    |
| Југословени        | —            | 8 (0,52%)    | 72 (4,61%)   | 0            |
| остали и непознато | 3 (0,27%)    | 79 (5,22%)   | 1 (0,06%)    | 5 (0,34%)    |
| Укупно             | 1.107        | 1.513        | 1.560        | 1.453        |